# Der Tag an dem die Welt unterging (Album)
Der Tag an dem die Welt unterging ist das zweite Album der deutschen Deathcore-Band We Butter the Bread with Butter. Das Album wurde am 14. Mai 2010 veröffentlicht und wie das erste Album Das Monster aus dem Schrank in der Wohnung des Sängers Tobias Schultka aufgenommen. Seit dem ersten Album sind drei neue Musiker zu der Band hinzugekommen. Das Artwork für das Album zeichnete Tobias Schultka selbst.

## Stil
Der Tag an dem die Welt unterging ähnelt musikalisch gesehen dem Vorgänger Das Monster aus dem Schrank. Mit „Der kleine Vampir“ nahm die Band ihr erstes Lied auf, das, vom Zwischenspiel „Schiff Ahoi“ abgesehen, eher ruhig und melodisch gehalten ist. Dieser Titel hat bis auf den Gesang keinerlei Metalelemente, er ist vielmehr ein reiner Electro-Track. Im Allgemeinen weist dieses Album mehr Electroelemente als sein Vorgänger auf. Die Band sagte in einem Interview, sie fühle sich zu Popmusik genauso hingezogen wie zu extremen Metal. Die Texte seien „einfach nur da“. Einen tieferen Sinn gebe es nicht.

## Rezension
Über das Album schreibt bloodchamber.de:
„WBTBWB sind auf „Der Tag An Dem Die Welt Unterging“ nicht mehr und nicht weniger als eine etwas überdurchschnittliche Deathcore-Kombo. Vergebens wartet man auf geniale Momente, die auf dem Schrankmonster noch zahlreich und an so herrlich unerwarteten Stellen gesäht waren.“ … „Das Album ist trotz Verschlechterung zum Vorgänger immer noch ein solides, kurzweiliges Stück Musik.“ (6,5/10)
In your face.de nannte das Album „solide Dutzendware“ und vergab vier von zehn Punkten. Einzig das Stück Der kleine Vampir und das an den Comicstil angelehnte Artwork, wie der Titel des Albums eine Anspielung auf Weltuntergangsfilme, wurden gelobt.
Time For Metal hingegen lobte mit einer Wertung von 8,5 von 10 Punkten: „Der Tag An Dem Die Welt Unterging ist nicht für jeden Geschmack gemacht, doch 1A deutscher Deathcore und hat bis auf stellenweise Übertreibung keine Mankos aufzuweisen.“

## Titelliste
1. Der Anfang vom Ende (1:48)
2. Der Tag an dem die Welt unterging (3:35)
3. Oh Mama mach Kartoffelsalat (2:21)
4. Alptraumsong (3:22)
5. Superföhn Bananendate (3:02)
6. 3008 (1:53)
7. Glühwürmchen (3:53)
8. Sabine die Zeitmaschine (3:10)
9. Der kleine Vampir (3:29)
10. 13 Wünsche (3:10)
11. Schiff Ahoi (0:37)
12. Wir gehen an Land (2:25)
13. Mein Baumhaus (2:21)
14. Feueralarm (3:19)
15. Das Ende (3:53)